# Fußballclub Lustenau 1907 2012-2013

## Stagione
Il Lustenau disputa il torneo di Erste Liga, chiudendo all'8º posto. Tuttavia già nel gennaio 2013 la dirigenza aveva optato per un ritorno nei campionati regionali già dal 2013-2014.
A fine stagione, quindi, il club abbandona ufficialmente il professionismo e riparte dai campionati regionali, dalla 2. Landesklasse 2013-2014.

## Rosa 2012-2013
Aggiornata al 23 luglio 2012.
| N. |                                 | Ruolo | Calciatore        |
| -- | ------------------------------- | ----- | ----------------- |
| 3  | Croazia (bandiera)              | D     | Luka Jakara       |
| 4  | Austria (bandiera)              | C     | Daniel Luxbacher  |
| 5  | Brasile (bandiera)              | D     | Dudu              |
| 6  | Turchia (bandiera)              | D     | Cem Tosun         |
| 7  | Austria (bandiera)              | A     | René Felix        |
| 8  | Bosnia ed Erzegovina (bandiera) | C     | Arvedin Terzić    |
| 9  | Austria (bandiera)              | A     | Florian Zellhofer |
| 10 | Croazia (bandiera)              | A     | Enes Novinić      |
| 11 | Austria (bandiera)              | C     | Furkan Aydogdu    |
| 17 | Austria (bandiera)              | C     | Julian Rupp       |

| N. |                                 | Ruolo | Calciatore            |
| -- | ------------------------------- | ----- | --------------------- |
| 19 | Austria (bandiera)              | D     | Michael Gehrer        |
| 21 | Austria (bandiera)              | C     | Dennis Kloser         |
| 23 | Austria (bandiera)              | D     | Christian Haselberger |
| 24 | Austria (bandiera)              | D     | Mario Bolter          |
| 28 | Croazia (bandiera)              | D     | Stipe Vučur           |
| 30 | Austria (bandiera)              | D     | Pius Simma            |
| 31 | Austria (bandiera)              | P     | Andreas Lukse         |
| 33 | Austria (bandiera)              | A     | Osman Ali             |
|    | Austria (bandiera)              | C     | Matthias Hopfer       |
|    | Bosnia ed Erzegovina (bandiera) | P     | Reuf Duraković        |

### Staff tecnico
Aggiornato al 26 gennaio 2013.
| Allenatore:            | Daniel Madlener                 |
| Allenatore in seconda: | Huschi Armut                    |
| Massaggiatore:         | Helmut Loacker Christian Sutter |